# فيتور بورغز
فيتور بورغز هو لاعب كرة قدم برازيلي، ولد في 13 يوليو 1988 في البرازيل. لعب مع PSIS Semarang ‏.

## وصلات خارجية
- فيتور بورغز على موقع قاعدة بيانات كرة القدم.إي يو (الإنجليزية)
- فيتور بورغز على موقع Soccerway.com (الإنجليزية)